# テイルズ・フロム・ザ・サウザンド・レイクス
『テイルズ・フロム・ザ・サウザンド・レイクス』（Tales from the Thousand Lakes）は、フィンランドのヘヴィメタル・バンド、アモルフィスが1994年に発表した2作目のスタジオ・アルバム。

## 解説
フィンランドの叙事詩『カレワラ』に基づく内容のアルバムで、大部分の曲の歌詞はメンバーの自作でなく「トラディショナル」とクレジットされている。バンドは本作で初めて専任キーボーディストを起用し、5人編成でレコーディングされた。
ジェイソン・アンダーソンはオールミュージックにおいて5点満点中4点を付け「アモルフィスの最高傑作と言えるだろう」「このレコードはヘヴィだが、メロディックデスメタルというジャンルにありがちな、馬鹿げた過激さには陥っていない」「緻密なキーボードの導入が好感触となっている」と評している。
2010年発売のセルフカバー・アルバム『マジック・アンド・メイヘム-テイルズ・フロム・ジ・アーリー・イヤーズ』には、本作収録曲のうち5曲の新録音が収録された。また、2014年12月にはドイツ、オランダ、スウェーデンにおいて本作の完全再現ライヴが行われている。

## 収録曲
1. サウザンド・レイクス - Thousand Lakes – 2:04
  - 作曲：カスパー・モールテンソン
2. イントゥ・ハイディング - Into Hiding – 3:45
  - 作詞：トラディショナル／作曲：エサ・ホロパイネン、オーリ＝ペッカ・ライネ
3. キャスタウェイ - The Castaway – 5:32
  - 作詞：トラディショナル／作曲：トミ・コイヴサーリ、エサ・ホロパイネン、オーリ＝ペッカ・ライネ、カスパー・モールテンソン
4. ファースト・ドゥーム - First Doom – 3:52
  - 作詞・作曲：エサ・ホロパイネン
5. ブラック・ウィンター・デイ - Black Winter Day – 3:50
  - 作詞：トラディショナル／作曲：カスパー・モールテンソン
6. ドラウンド・メイド - Drowned Maid – 4:23
  - 作詞：トラディショナル／作曲：トミ・コイヴサーリ、エサ・ホロパイネン、オーリ＝ペッカ・ライネ
7. イン・ザ・ビギニング - In the Beginning – 3:37
  - 作詞：トラディショナル／作曲：エサ・ホロパイネン、オーリ＝ペッカ・ライネ
8. フォゴトゥン・サンライズ - Forgotten Sunrise –4:53 
  - 作詞・作曲：エサ・ホロパイネン
9. トゥ・ファーザーズ・キャビン - To Father's Cabin – 3:50
  - 作詞：トラディショナル／作曲：エサ・ホロパイネン、オーリ＝ペッカ・ライネ
10. マジック・アンド・メイヘム - Magic and Mayhem – 4:29
  - 作詞：トラディショナル／作曲：エサ・ホロパイネン

### ボーナス・トラック
日本初回盤(VICP-5566)、2008年再発盤(VICP-64341)には11. 12. 13.が収録され、2000年にリラプス・レコードから発売された再発CDには11. - 14.の全曲が収録された。
1. フォーク・オブ・ザ・ノース - Folk of the North – 1:20
  - 作曲：トミ・コイヴサーリ
2. ムーン・アンド・サン - Moon and Sun – 3:36
  - 作詞：トラディショナル／作曲：トミ・コイヴサーリ
3. ムーン・アンド・サン・パートII: ノース・サン - Moon and Sun Part II: North's Son – 5:11
  - 作詞：トラディショナル／作曲：トミ・コイヴサーリ
4. ハートに火をつけて - Light My Fire – 2:53
  - 作詞・作曲：ドアーズ

## 参加ミュージシャン
- トミ・コイヴサーリ - ボーカル、リズムギター
- エサ・ホロパイネン - リードギター
- カスパー・モールテンソン - キーボード、モーグ・シンセサイザー
- オーリ＝ペッカ・ライネ - ベース
- ヤン・レックベルガー - ドラムス

アディショナル・ミュージシャン
- ヴィレ・トゥオミ - クリーン・ボーカル、スピーチ